# Aneono darwinensis
Aneono darwinensis är en insektsart som beskrevs av Evans 1966. Aneono darwinensis ingår i släktet Aneono och familjen dvärgstritar. Inga underarter finns listade i Catalogue of Life.